# Medina (Tennessee)
Medina város az Amerikai Egyesült Államok Tennessee államában, Gibson megyében. Lakosainak száma 5126 fő (2020. április 1.).

## Népesség
A település népességének változása:

| 2010 | 3 479 |
| 2020 | 5 126 |

## Oktatás
A Gibson Megyei Speciális Iskolakörzet a terület iskolakörzete. A Gibson Megyei Gimnázium a terület átfogó középiskolája.